# Viscount Kemsley

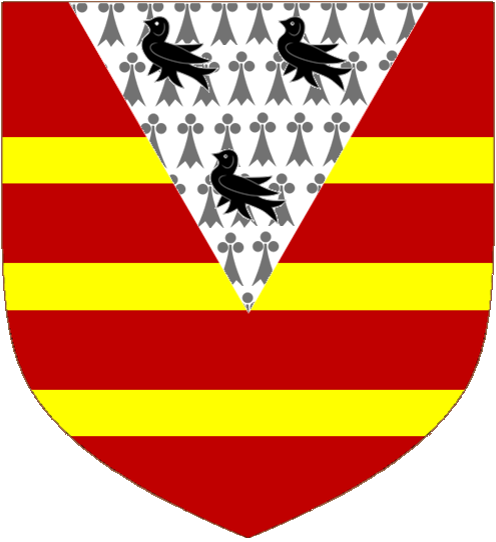
Wappen der Viscounts Kemsley

Viscount Kemsley, of Dropmore in County of Buckingham, ist ein erblicher britischer Adelstitel in der Peerage of the United Kingdom.

## Verleihung und nachgeordnete Titel
Der Titel wurde am 12. September 1945 für den Zeitungsmagnaten Gomer Berry, 1. Baron Kemsley, geschaffen.
Er war bereits am 25. Januar 1928 in der Baronetage of the United Kingdom zum Baronet, of Dropmore in the County of Buckingham, sowie am 3. Februar 1936 in der Peerage of the United Kingdom zum Baron Kemsley, of Farnham Royal in the County of Buckingham, erhoben worden.
Heutiger Titelinhaber ist sein Enkel Richard Berry als 3. Viscount.

## Liste der Viscounts Kemsley (1945)
- Gomer Berry, 1. Viscount Kemsley (1883–1968)
- Lionel Berry, 2. Viscount Kemsley (1909–1999)
- Richard Berry, 3. Viscount Kemsley (* 1951)

Titelerbe (Heir Apparent) ist der Sohn des aktuellen Titelinhabers Hon. Luke Berry (* 1998).